# Dorian Gray (sastav)
Dorian Gray bivša je zagrebačka art-rock grupa osnovana 1982. godine.

## Povijest sastava
Prva postava grupe oformljena početkom 1980-ih godina i predvođena Massimom Savićem predstavila se široj publici albumom Sjaj u tami.Tonske probe imali su u galeriji Studentskog centra u Zagrebu. Dorian Gray su bili domaći zastupnici art-rocka, a Massimova karizma i glas neminovno su doveli do medijskog proboja. Grupa se proslavila ponajviše zahvaljujući fenomenalnom prepjevu grupe Walker Brothers The sun ain't gonna shine anymore, za što je bio zaslužan tadašnji urednik Jugotona, Siniša Škarica, koga je Massimov glas podsjetio na vokal Scotta Walkera. Stilski su slijedili estetiku Bowiea, Talking Headsa, Roxy Musica i grupe Japan. Glazba i image grupe, ovitak i fotografije činili su jednostveni stil, pa ovitak albuma Sjaj u tami (autori Sanja Bachrach i Mario Krištofić) do danas ima izdvojeno mjesto među likovnim rješenjima LP ploča domaće scene.

## Članovi
- Massimo Savić (vokal, gitara)
- Vedran Čupić (gitara, vokal) (1982-1983)
- Branko Terzić (bubnjevi, vokal) (1982-1983)
- Emil Krnjić (bas) (1982-1983)
- Darko Jakšić (klavijature) (1982.)

Ostali članovi:
- Toni Ostojić (klavijature)
- Jadran Zdunić (bas) (od 1983)
- Dragan Simonovski (bubnjevi) (od 1983)
- Zoran Cvetković Zok (gitara) (od 1983)

## Diskografija
Grupa je u originalnoj postavi objavila dva albuma:
- Sjaj u tami (Jugoton, 1983.)
- Dizajn i fotografija: Bachrach & Krištofić
- Za tvoje oči (Jugoton, 1985.)
- Dizajn i fotografija: Bachrach & Krištofić

U drugoj postavi s kraja 1990-ih godina grupa objavljuje album Dorian Gray 1998., ali bez zapaženijeg uspjeha.